# Fröschau und Kisselwiesen

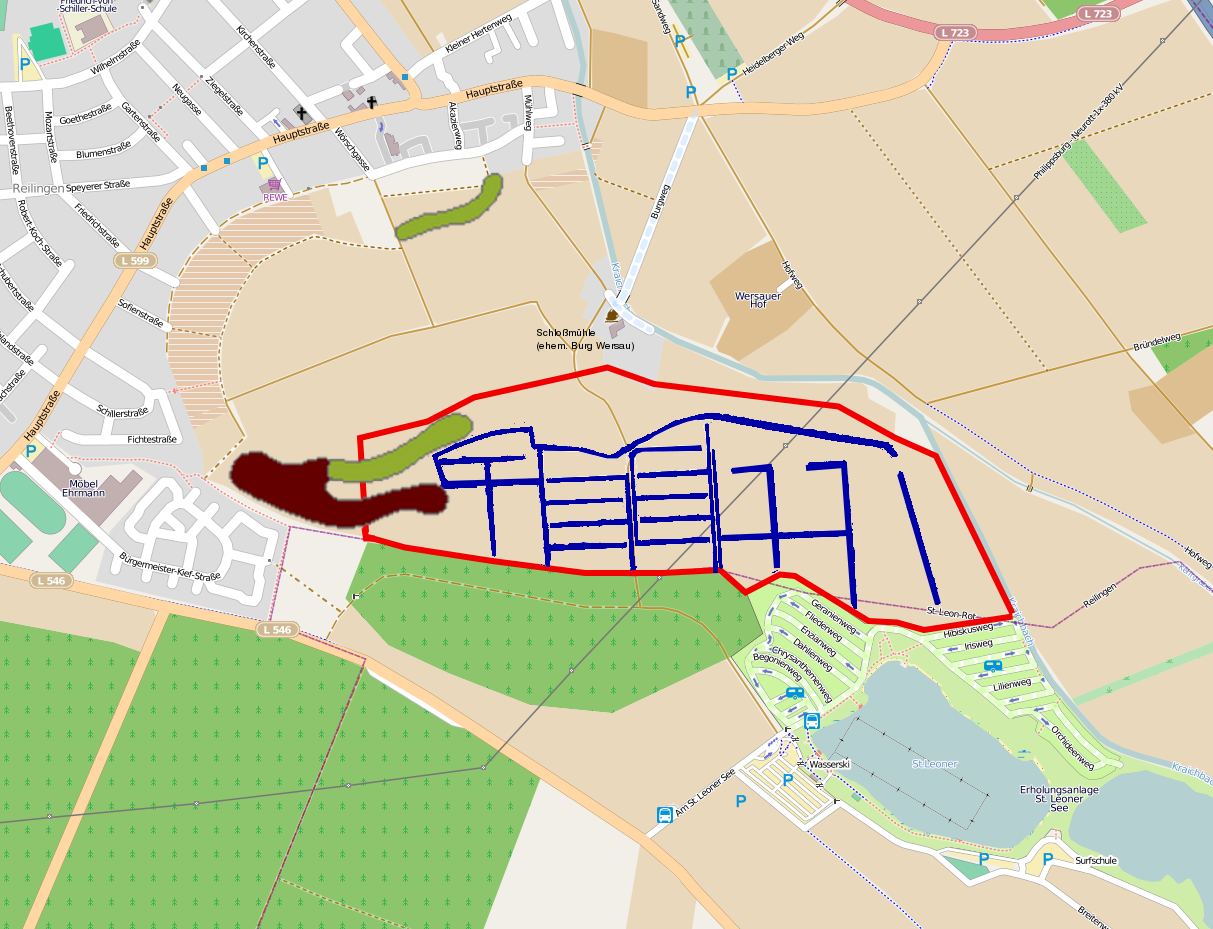
Lageplan

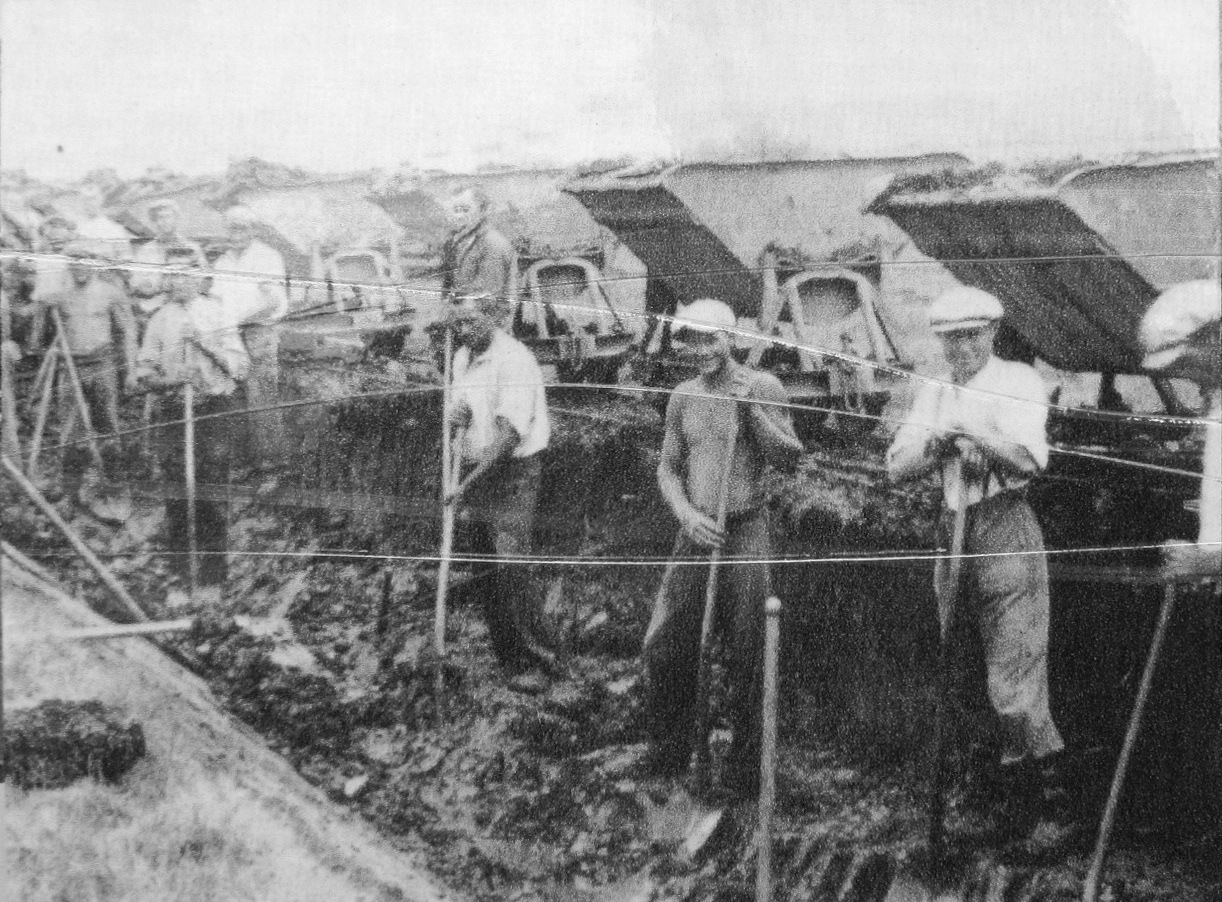
Entwässerung der Kraichbachniederund durch den Reichsarbeitsdienst

Die Fröschau und die Kisselwiesen sind eine Wiesen- und Ackerfläche in den Kraichbachniederungen bei Reilingen in Baden-Württemberg. Mit einer Ausdehnung von rund sechs Hektar bilden sie das größte zusammenhängende Wiesengebiet am unteren Kraichbach.
Ursprünglich verlief der Kraichbach in der Badischen Rheinebene in zahlreichen Mäandern. Diese haben Bachauenlandschaften mit Nieder- und Anmooren sowie Feuchtwiesen hinterlassen. Der ehemalige Bachverlauf wird durch Galeriewälder aus Weiden, Erlen und Pappeln markiert. Reilingen ist von nördlicher und südöstlicher Richtung von solchen ehemaligen Kraichbach-Mäandern umgeben. Dazu gehört auch der Reilinger See. Die Fröschau und die Kisselwiesel liegen auf der südöstlichen Seite von Reilingen und grenzen an die Gemarkung von St. Leon-Rot. Den geographischen Mittelpunkt bildet die ehemalige Burg Wersau. Im Zusammenhang mit der Gründung dieser Burg begann schon im Hochmittelalter die Entwässerung der Kraichbachniederung bei Reilingen. Durch die Begradigung des Kraichbachs und den Wegfall der traditionellen Mühlenwirtschaft fiel im 20. Jahrhundert der Wasserspiegel des Kraichbachs deutlich ab, was eine Gefährdung der Feuchtwiesen nach sich zog.
Das Niedermoor Fröschau liegt im alten Flussbett des Kraichbachs und ist eine in den 1980er Jahren durch humusreiche Böden überdeckte Moorfläche, im Kernbereich ein Anmoor, dessen Untergrund nur noch durch Maulwurfshügel an die Oberfläche befördert wird.
Die Kisselwiesen waren ursprünglich Wässerwiesen, die im Zuge einer wasserbaulichen Maßnahme des Reichsarbeitsdienstes in den 1930er Jahren entwässert wurden. Davon zeugt das heute noch sichtbare Grabensystem. Eine natürliche Wiedervernässung ist durch das Absenken des Wasserspiegels des Kraichbachs heute nicht mehr möglich. Insbesondere sind die über hundert Jahre alten Weidenbestände durch die Entwässerung gefährdet.
Wegen der Trockenlegung der Kraichbachniederung ist keine Einstufung der Fröschau und der Kisselwiesen als Naturschutzgebiet erfolgt. Dennoch finden sich noch Reste von Grünlandgesellschaften aus Glatthaferwiesen, unter anderem mit Wiesen-Labkraut, Pippau und Storchschnabel.

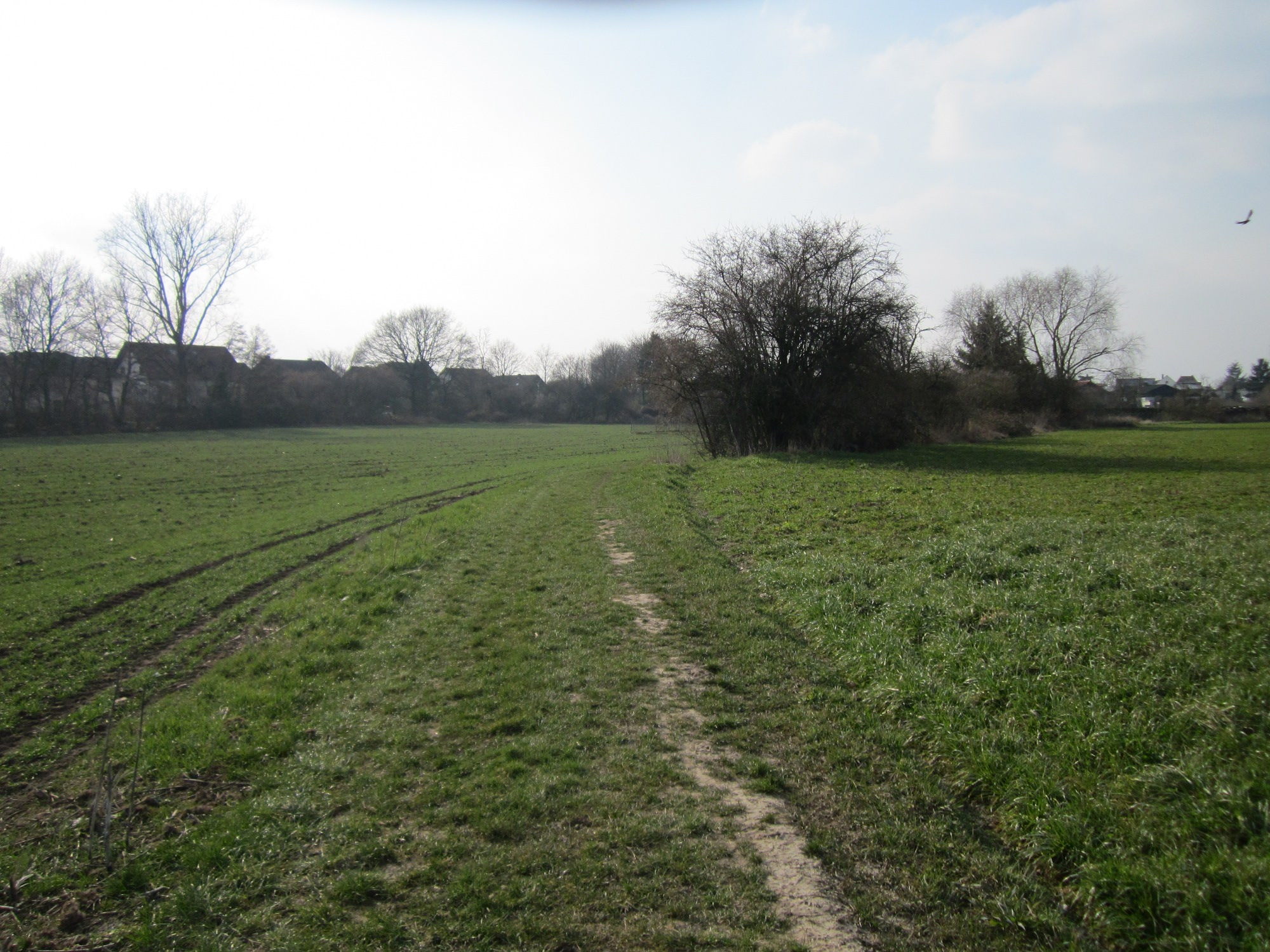
Niedermoor Fröschau
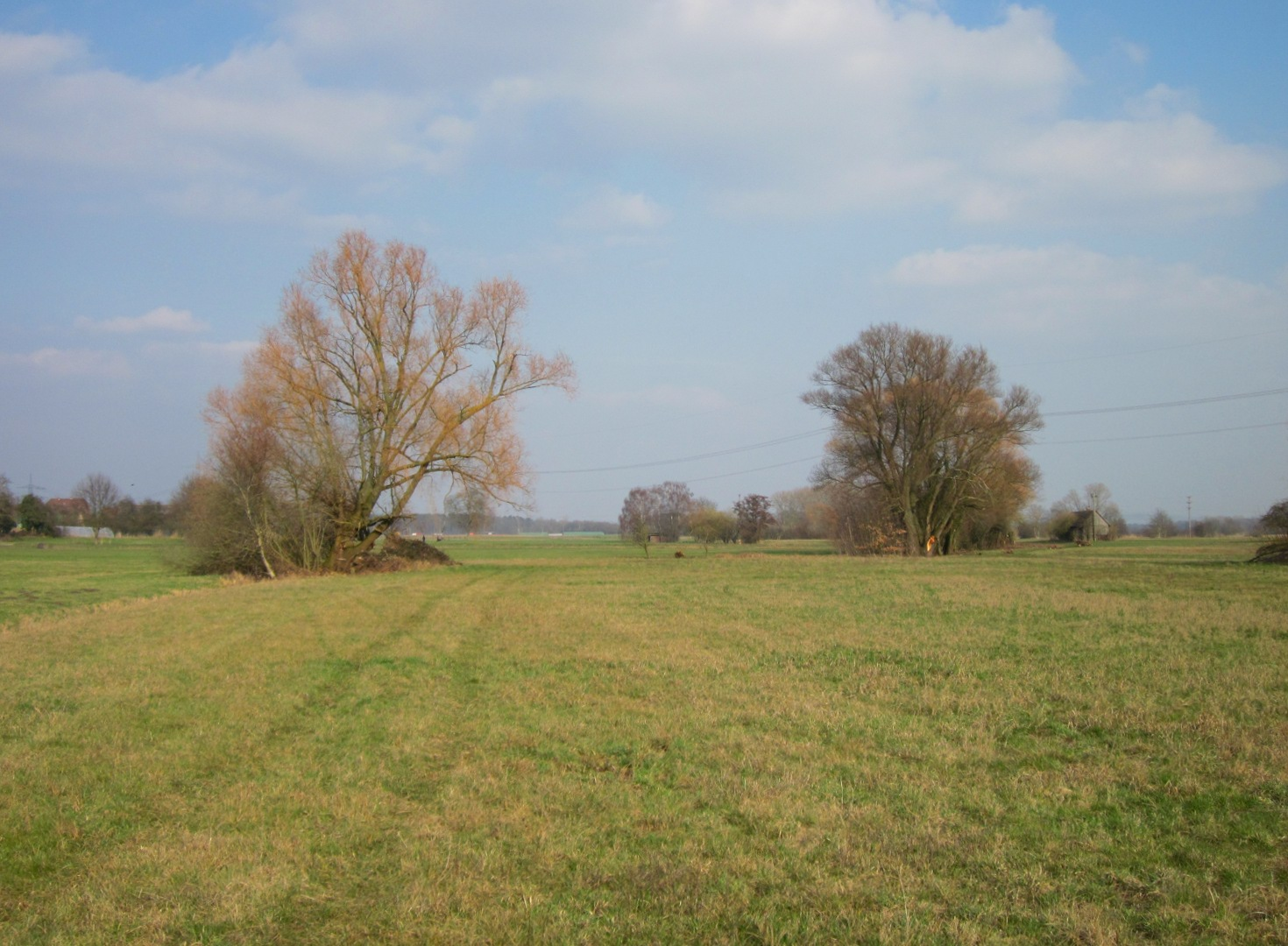
Kisselwiesen
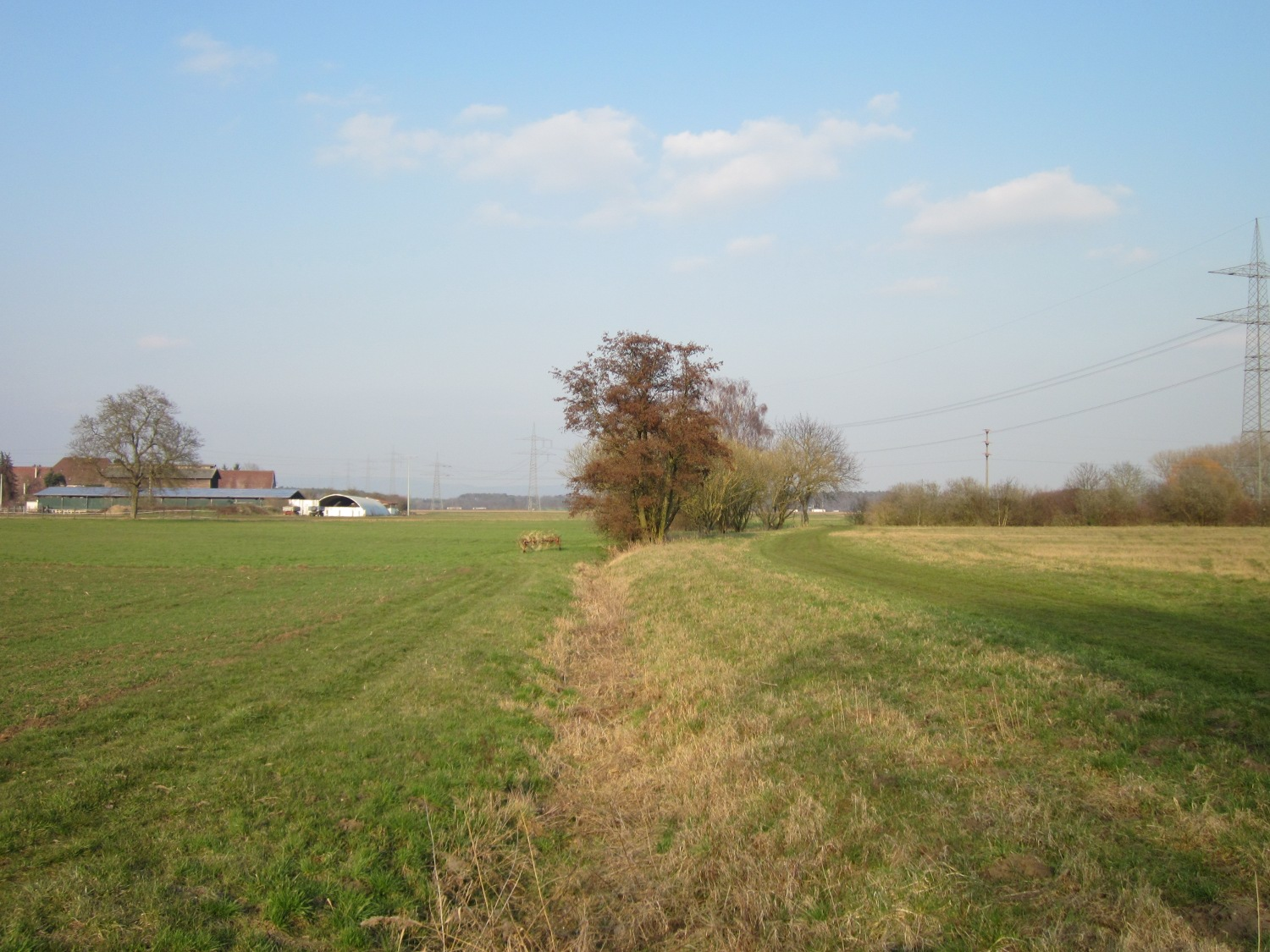
Ehemaliger Bewässerungsgraben
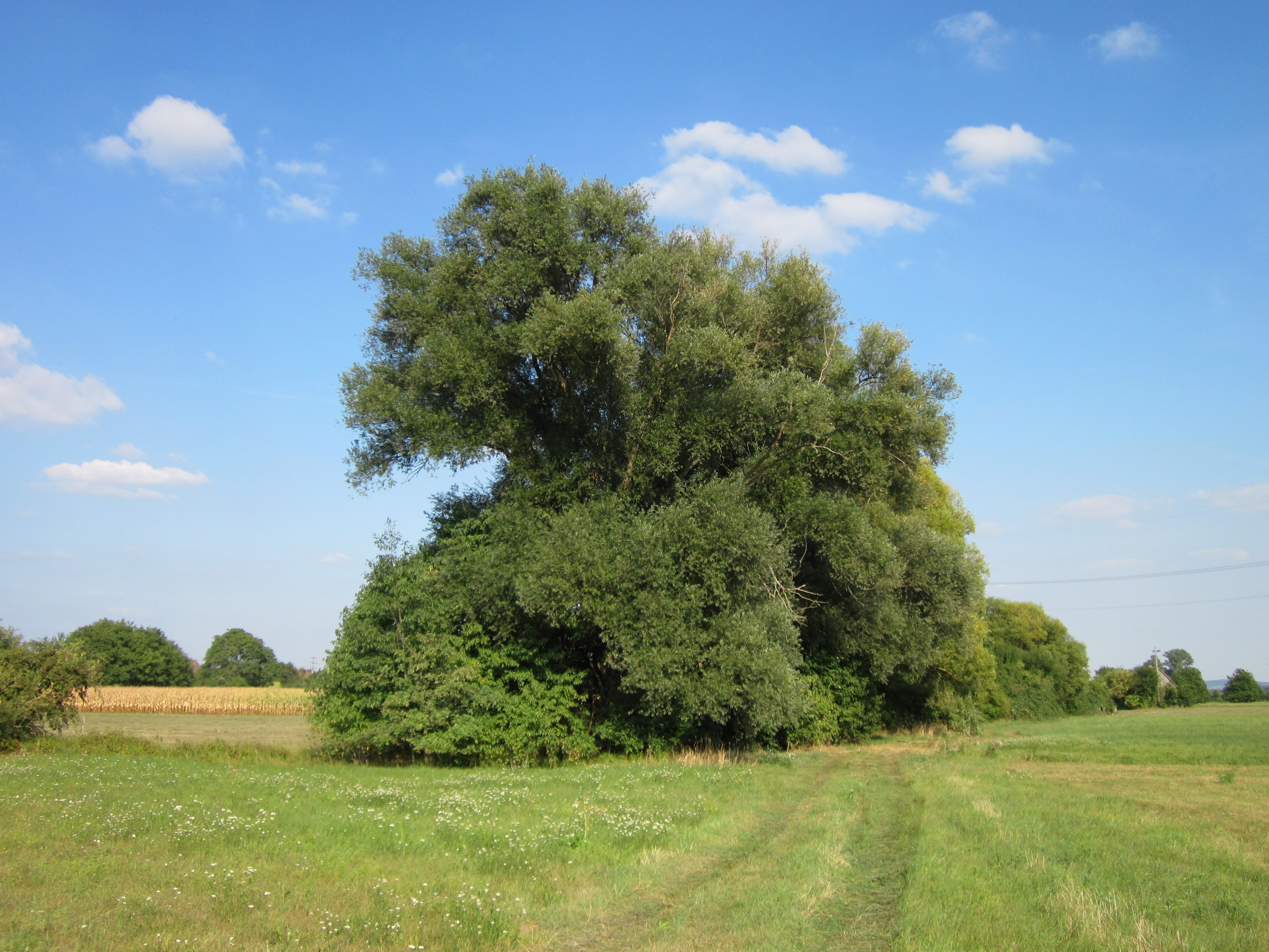
Silberweiden
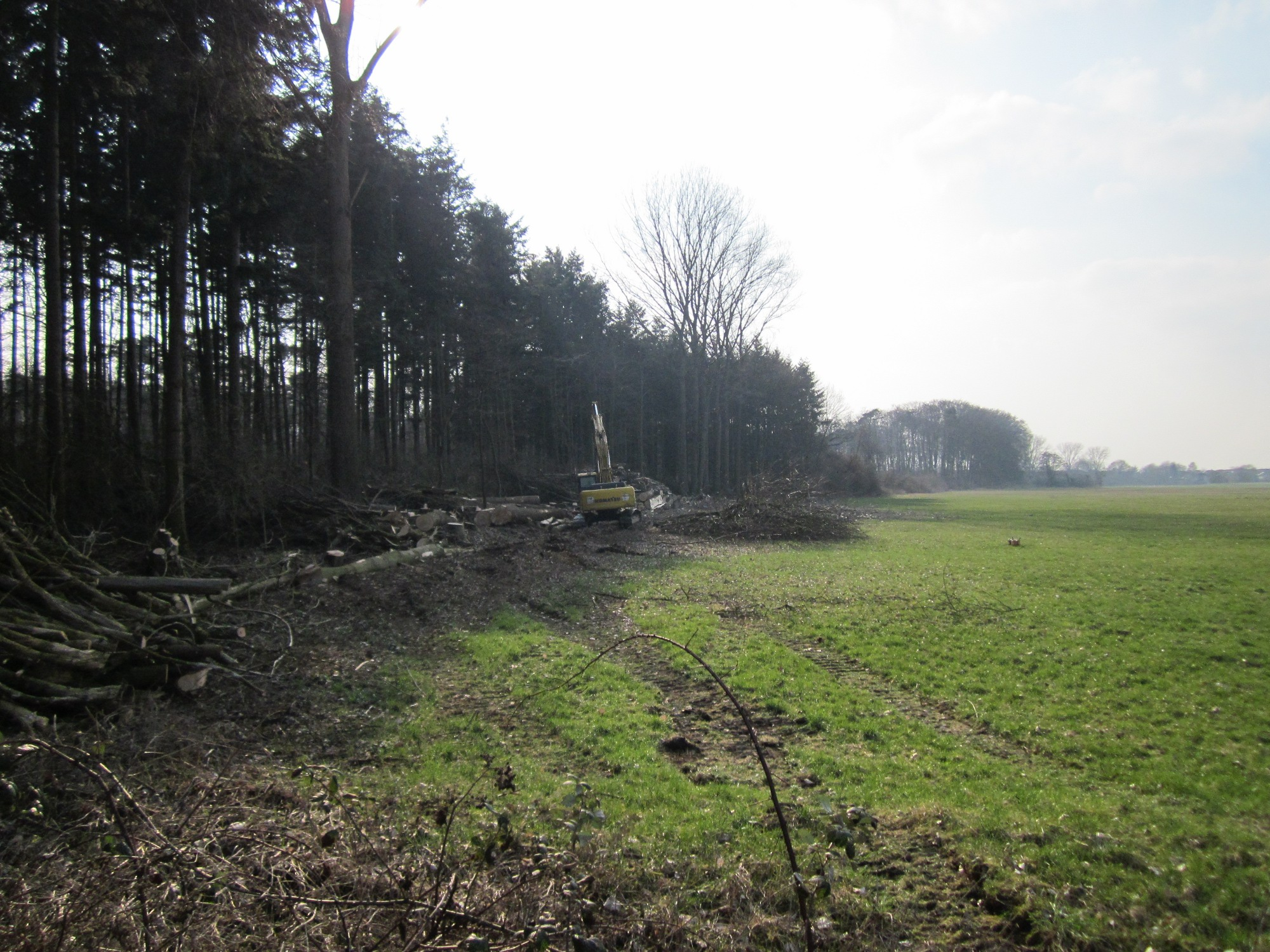
Fällung von Pappeln (März 2013)
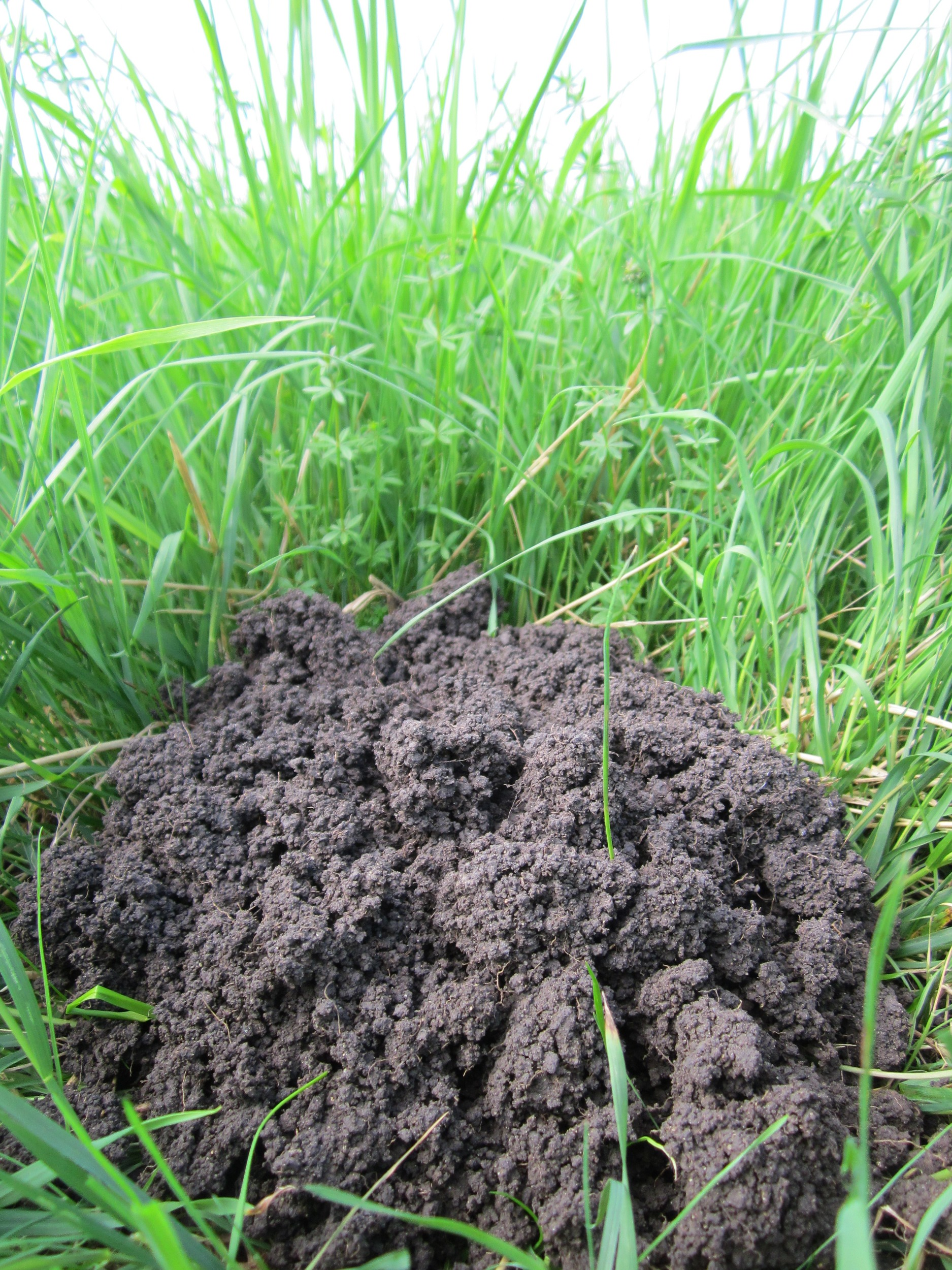
Der Maulwurf bringt das Anmoor zutage